# Platylesches galesa
Platylesches galesa là một loài bướm ngày thuộc họ Hesperiidae. Loài này có ở tỉnh Transvaal, Mozambique và Zimbabwe. Nó phổ biến ở vùng rừng cây gỗ.
Sải cánh dài 33–37 mm đối với con đực và 36–40 mm đối với con cái. Con trưởng thành có màu nâu. Cánh trước có các đốm tựa thủy tin và cánh sau có một dãy các đốm hơi vàng.
Ấu trùng ăn Parinari species. Loài này chủ yếu ăn cỏ.

## Hình ảnh

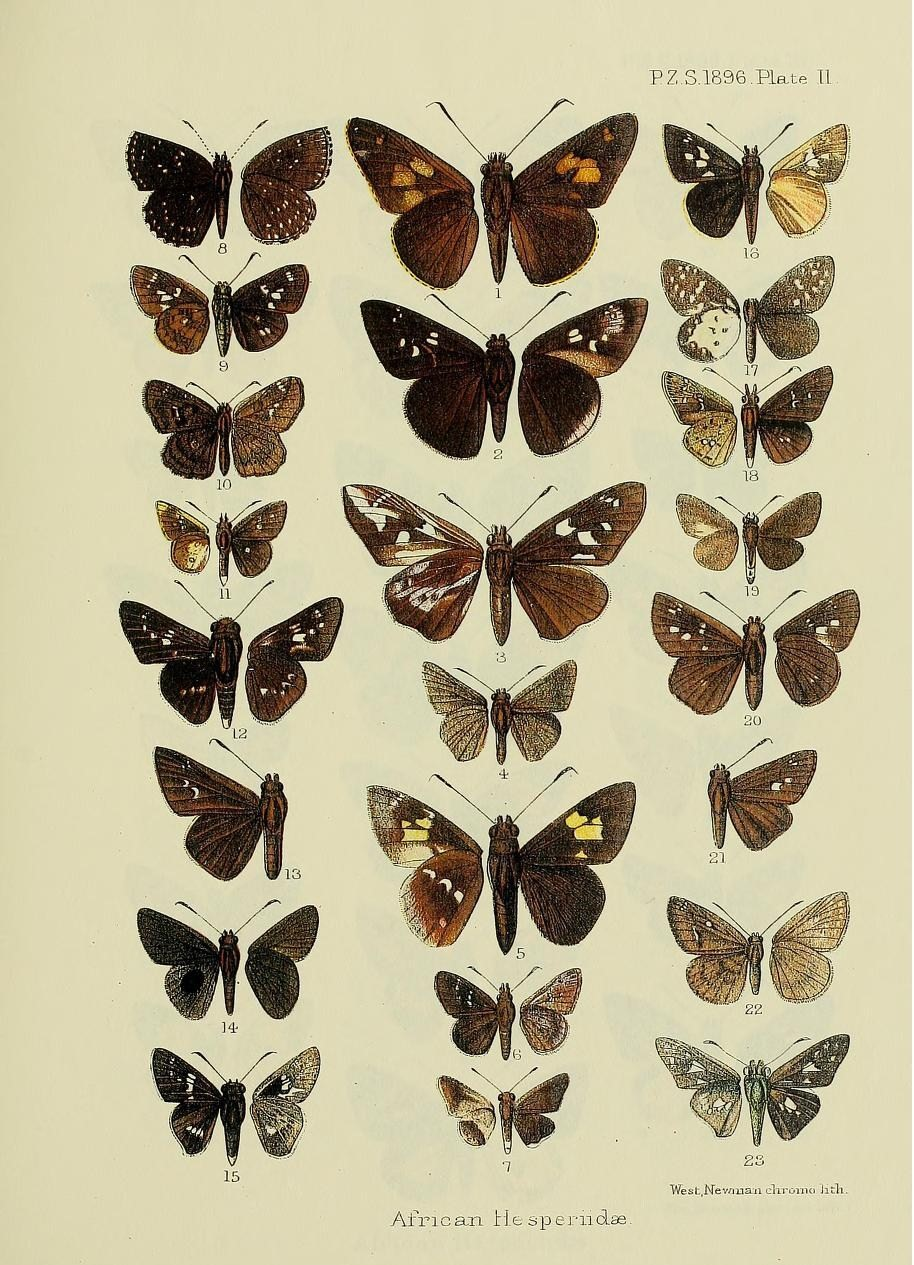